# Kedar (Gush Etzion)
Kedar (en hebreu: קדר) és un assentament israelià de Cisjordània situat a l'est de Jerusalem, en els turons de Judea a una altura d'uns 450 metres sobre el nivell del mar, en un clima desèrtic i sec. En virtut de l'organització territorial d'Israel, pertany a l'àrea de Judea i Samaria i forma part del Consell Regional de Gush Etzion. El poble està situat prop de Maale Adumim. En 2016 tenia 1.555 habitants, principalment famílies seculars, tradicionals i religioses.

## Història
Els primers pobladors es van establir al sud de l'actual Kedar el 8 de juliol de 1984, però no és fins a 1992 que es va iniciar la construcció de les primeres cases amb ajuda de l'Organització Sionista Mundial i altres organismes addicionals.

## Jurisdicció
Kedar forma part del Consell Regional de Gush Etzion i disposa d'uns 2.000 dunams per la construcció d'habitatges, indústria i agricultura. El poblat es troba a uns 5 minuts de Maale Adumim, a uns 15 minuts de muntanya Scopus i a uns 20 minuts de Jerusalem.

## Referències

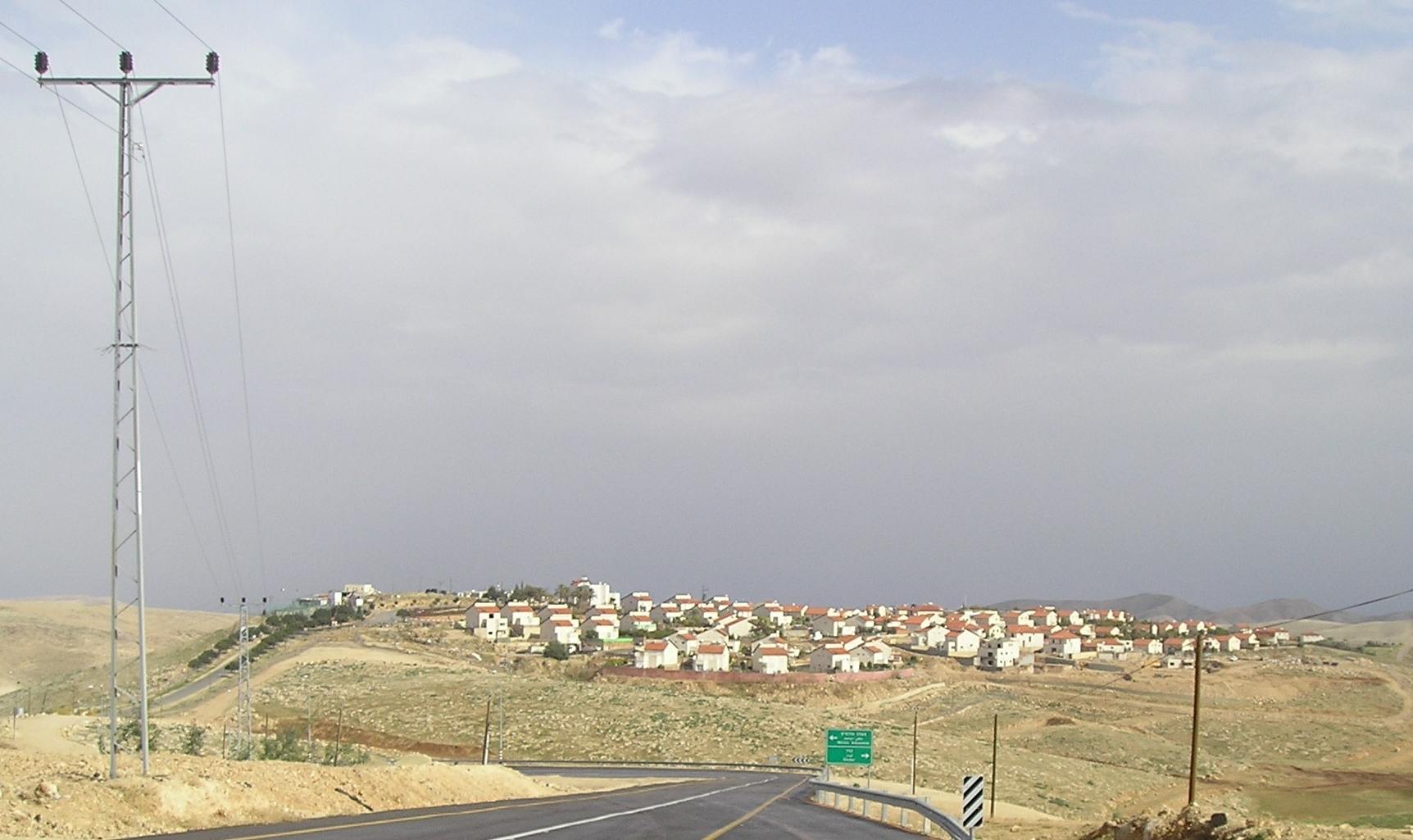
Kedar (2008).